# Allegria (песня)
«Allegria» (с итал. — «Радость») — песня итальянской певицы Мины 1968 года.

## О песне
Песня представляет собой итальянскую версию песни бразильского певца Эду Лобу «Upa Neguinho», написанной в 1964 году и записанной Элис Реджиной в 1966 году. Адаптированный текст был написан Джанфранческо Гварньери и Джорджо Калабрезе. Мина записала португальскую версию в 1970 году для альбома Mina canta o Brasil.
Песня была выпущена как сингл 12 июня 1968 года с песней «Un colpo al cuore» на стороне «Б», и именно она стала более успешной в итальянских чартах, достигнув 13-й строчки. Мина исполнила обе песни на телевидении для продвижения, однако студийная версия «Allegria» так и не была выпущена на альбомах, в то время как «Un colpo al cuore» была включена в альбом Canzonissima ’68. «Un colpo al cuore» была записана Миной на французском языке как «Le cœur en larmes» (слова Эдди Марнея) и на английском языке как «Can’t Help the Way I Am» для альбома Mina for You (1969).
«Allegria» также была выбрана в качестве музыкальной темы для ежегодного автомобильного ралли Autoradioraduno d’estate 1968, официальным представителем которого была Мина.

## Список композиций
7" сингл
A. «Allegria» — 2:10
B. «Un colpo al cuore» — 3:16

## Чарты
| Чарт (1968)              | Высшая позиция |
| ------------------------ | -------------- |
| Италия (Musica e dischi) | 13             |